# Nabeshima Naoshige
Nabeshima Naoshige (鍋島 直茂?; 12 aprile 1537 – 24 luglio 1619) è stato un daimyō giapponese dei periodi Sengoku ed Edo della provincia di Hizen.

## Biografia
Naoshige era un figlio di Nabeshima Kiyosada ed era noto per la prima metà della sua vita come Nobumasa.
Servitore del clan Ryūzōji si dimostrò uno dei generali più talentuosi al servizio di Ryūzōji Takanobu. Nel 1570 era assieme a lui nel castello di Saga quando rimase circondato da un esercito del clan Ōtomo formato da circa 60.000 uomini. Nonostante avesse solo 5.000 uomini a disposizione, Naoshige suggerì un audace attacco notturno al quartier generale degli Ōtomo; guidò quindi una forza nella notte che mise in rotta la forza nemica e permise a Takanobu di vincere la battaglia di Imayama.
Nel febbraio del 1575 attaccò il castello di Suko nell'ovest della provincia e costrinse il suo comandante, Hirai Tsuneharu, a suicidarsi. Era presente alla battaglia di Okitanawate ma non fu in grado di impedire la disfatta che seguì alla morte di Takanobu. Approfittando della debolezza dell'erede di Takanobu, Masaie, si rese indipendente dagli Ryūzōji e prestò il suo sostegno a Toyotomi Hideyoshi quando i suoi eserciti invasero Kyūshū nel 1587. Come ricompensa per la sua partecipazione alla campagna di Kyūshū gli furono successivamente assegnati gran parte dei vecchi territori Ryūzōji, incluso il castello di Saga. Condusse in seguito 12.000 uomini in Corea nella prima campagna coreana. 
Nel 1600, all'inizio della campagna di Sekigahara, mandò suo figlio Katsushige a servire Tokugawa Ieyasu nella sua spedizione contro Uesugi Kagekatsu; ma Katsushige non arrivò in tempo e si lasciò indurre da Ishida Mitsunari ad unirsi a lui, dopo di che assediò il castello di Matsuzaka (Ise). Venendo a conoscenza degli eventi, Naoshige richiamò il figlio e lo mandò contro Tachibana Muneshige, daimyō di Yanagawa (Chikugo), che si era schierato contro Ieyasu. Per questo il suo feudo da 357.000 koku di Saga non fu toccato da Ieyasu dopo la vittoria Tokugawa. 
Numerose storie su Naoshige sopravvivono oggi, grazie soprattutto all'attenzione che i Nabeshima ricevettero nell'opera Hagakure. Era stato sposato con una figlia di Ishii Tsunenobu e una delle sue nipoti si era sposata con Ryūzōji Takafusa.